# Klingens Eisensteinserie
Inom matematiken är Klingens Eisensteinserie en Siegel-modulär form av vikt k och grad g som beror på en annan Siegel-spetsform f av vikt k och grad r<g, och ges av en serie liknandes Eisensteinserien. Den är en generalisering av Siegels Eisensteinserie, som är specialfallet då Siegel-spetsformen är 1. Klingens Eisensteinserie introducerades av Klingen (1967).